# Sékou Ouattara
Pour les articles homonymes, voir Ouattara.
Sékou Ouattara ou Sékou Wattara, né vers 1665, est le fils du prince Tiéba Traoré et le descendant du roi Dé Maghan Traoré. Il est le premier roi de la dynastie des Ouattara de l'empire Kong, État musulman fondé par Bokar Traoré à la fin du XVe siècle, situé au nord-est de l'actuelle Côte d'Ivoire, l'actuel Burkina Faso et le Sud du Mali. Ses dates exactes de naissance et de mort ainsi que celle de sa prise de pouvoir font l'objet de controverses. 

## Biographie
Sékou Oumar Abdoul Kader Traoré est à la tête d'une petite troupe armée grâce à laquelle il prospère tout d'abord dans le commerce des esclaves, du sel, des noix de cola et de l'or. Moyennant finance, il assure la protection des caravanes qui viennent aux sources d'approvisionnements du commerce transsaharien. Il opère essentiellement autour de la ville marchande de Salaga, Kong, cité revendiquant son animisme face à l'islam, lui étant hostile. Au fil de ses expéditions commerciales et diplomatiques, il développe également des liens avec les lettrés, théologiens et marabouts musulmans de Djenné et Tombouctou.
Grâce sa richesse, ses appuis religieux et marchands, Abdel Kader met sur pied une armée efficace. Les sunangi (soldats) sont portés par le djihad, de nombreux captifs de guerre sont incorporés grossissant l'armée au fur et à mesure de ses succès. La cavalerie est développée et n'est plus réservée à la seule noblesse, la guerre au service d'Oumar Abdel Kader devient un bon moyen de promotion sociale. En souvenir de sa parenté avec l'ancienne dynastie dyula et musulmane des Traoré de Kong, destituée par Lasiri Gbombelé, et pour réparer le droit de son père Tiéba qui avait prétendu  au trône sans l'obtenir, il s'empare du pouvoir dans la ville de Kong et décapite Gbombelé. Une fois son ennemi vaincu, il change alors son nom d'origine Traoré pour prendre le nom de règne de Ouattara, ouvrant la voie à une nouvelle dynastie.
Sékou Ouattara, ses frères Famaghan et Bamba, et ses fils s'emparent de nombreux territoires et villes : les Lobis et leurs mines d'or, Bobo-Dioulasso, la région du Kénédougou (actuel Burkina Faso), l'Agnébi, Bondoukou. Les élites locales sont en général laissées en place en échange de tributs et d'otages (fils de chefs) envoyés à la cour de Kong.
Ouattara règne en monarque absolu et de droit divin, sa personne est sacrée, il est la source de la justice. L'affirmation de son pouvoir et la construction de son État passent aussi par la construction d'un palais et la mise en place d'une cour fastueuse et d'un protocole ostentatoire.